# امرأة تقرأ رسالة (فيرمير)
امرأة تقرأ رسالة هي لوحة زيتية للفنان الهولندي يوهانس فيرمير رسمها في 1663 وهي متواجدة في متحف ريكز.